# Copa d'Europa de futbol 1962-63
La Copa d'Europa de futbol 1962-63 fou la vuitena edició en la història de la competició. Es disputà entre l'octubre de 1962 i el maig de 1963, amb la participació inicial de 30 equips de 29 federacions diferents.
La competició fou guanyada per l'AC Milan a la final davant del SL Benfica, club que disputava la seva tercera final consecutiva.

## Ronda preliminar
| Equip 1            | Global | Equip 2          | Anada | Tornada |
| ------------------ | ------ | ---------------- | ----- | ------- |
| AC Milan           | 14-0   | Union Luxemburg  | 8-0   | 6-0     |
| Floriana FC        | 1-14   | Ipswich Town FC  | 1-4   | 0-10    |
| Dinamo Bucarest    | 1-4    | Galatasaray      | 1-1   | 0-3     |
| Polonia Bytom      | 6-2    | Panathinaikos FC | 2-1   | 4-1     |
| CSKA Cerveno Zname | 6-2    | FK Partizan      | 2-1   | 4-1     |
| Reial Madrid       | 3-4    | RSC Anderlecht   | 3-3   | 0-1     |
| Shelbourne FC      | 1-7    | Sporting         | 0-2   | 1-5     |
| Dundee FC          | 8-5    | 1. FC Köln       | 8-1   | 0-4     |
| Servette FC        | 4-4¹   | Feyenoord        | 1-3   | 3-1     |
| Fredrikstad        | 1-11   | Vasas            | 1-4   | 0-7     |
| Austria Viena      | 7-3    | HIFK             | 5-3   | 2-0     |
| Vorwärts Berlin    | 0-4    | Dukla Praga      | 0-3   | 0-1     |
| Linfield FC        | 1-2    | Esbjerg          | 1-2   | 0-0     |
| Norrköping         | 3-1    | Partizani Tirana | 2-0   | 1-1     |

¹ El Feyenoord derrotà el Servette 3-1 en el partit de desempat per accedir a la primera ronda.

## Primera ronda
| Equip 1            | Global | Equip 2         | Anada | Tornada |
| ------------------ | ------ | --------------- | ----- | ------- |
| Galatasaray        | 4-2    | Polonia Bytom   | 4-1   | 0-1     |
| AC Milan           | 4-2    | Ipswich Town FC | 3-0   | 1-2     |
| CSKA Cerveno Zname | 2-4    | RSC Anderlecht  | 2-2   | 0-2     |
| Sporting           | 2-4    | Dundee FC       | 1-0   | 1-4     |
| Austria Viena      | 3-7    | Stade Reims     | 3-2   | 0-5     |
| Feyenoord          | 3-3¹   | Vasas           | 1-1   | 2-2     |
| Norrköping         | 2-6    | SL Benfica      | 1-1   | 1-5     |
| Esbjerg            | 0-5    | Dukla Praga     | 0-0   | 0-5     |

¹ El Feyenoord derrotà el Vasas 1-0 en el partit de desempat per accedir a quarts de final.

## Quarts de final
| Equip 1        | Global | Equip 2     | Anada | Tornada |
| -------------- | ------ | ----------- | ----- | ------- |
| Galatasaray    | 1-8    | AC Milan    | 1-3   | 0-5     |
| RSC Anderlecht | 2-6    | Dundee FC   | 1-4   | 1-2     |
| Stade Reims    | 1-2    | Feyenoord   | 0-1   | 1-1     |
| SL Benfica     | 2-1    | Dukla Praga | 2-1   | 0-0     |

## Semifinals
| Equip 1   | Global | Equip 2    | Anada | Tornada |
| --------- | ------ | ---------- | ----- | ------- |
| AC Milan  | 5-2    | Dundee FC  | 5-1   | 0-1     |
| Feyenoord | 1-3    | SL Benfica | 0-0   | 1-3     |

## Final
| AC Milan         | 2-1 | SL Benfica  |
| ---------------- | --- | ----------- |
| Altafini 58' 66' |     | Eusébio 18' |

| Guanyador de la Copa d'Europa 1962-63 |
| ------------------------------------- |
| AC Milan Primer títol                 |